# Altaimarmot
De altaimarmot (Marmota baibacina)  is een zoogdier uit de familie der eekhoorns (Sciuridae). De wetenschappelijke naam van de soort werd voor het eerst geldig gepubliceerd door Nikolaj Kasjtsjenko in 1899. De soort komt voor in het Altajgebergte en het Tiensjangebergte.

## Kenmerken
De altaimarmot heeft een kop-romplengte van 65 centimeter en de staart heeft een lengte van 13 centimeter. Heeft over het algemeen een bruingele vacht. De bovenzijde van de kop en de snuit zijn zwart en zwakken af over de nek en hals. De haren op de rug zijn sterk vermengd met zwarte uiteinden. De staart is eveneens vrij donker.

## Gedrag
De altaimarmot is een sociale soort die in kolonies leeft. De zomer- en winterkamers liggen gescheiden van elkaar, waarbij de kamers in de winter dieper liggen dan de zomerkamers. Beide hebben echter een ongeveer gelijke lengte. 's Zomers zijn er twee à drie altaimarmotten per kamer aanwezig, terwijl de kamers 's winters gedeeld worden door maximaal tien individuen.

### Torpor
Het moment waarop de torpor begint, een vorm van winterslaap, hangt af van hun geografische locatie en kan aanvangen tussen augustus en oktober. De duur van de torpor is 7 à 8 maanden en begint met een sluimertoestand. Tijdens de torpor zakt de lichaamstemperatuur van 36 à 38 °C tot 4,6 à 7,6 °C. Het aantal ademhalingen zakt van 20 naar 3 keer per minuut en de hartslag zakt van 100 slagen naar 10 slagen per minuut. Als de lichaamstemperatuur een minimum bereikt laten ze hun lichaamstemperatuur weer stijgen. Zodra de lichaamstemperatuur weer op het normale niveau ligt vallen de marmotten weer in slaap. Op deze manier wordt veel energie bespaard.

### Voortplanting
De paartijd begint kort na het ontwaken vanaf eind april en duurt tot begin juni. De draagtijd duurt 40 dagen en werpt dan twee à zes jongen. Jongen worden gedurende 35 à 40 dagen gezoogd. Reproductie vindt één keer per jaar plaats. Jongen worden na drie jaar geslachtsrijp en altaimarmotten kunnen een leeftijd van 15 jaar bereiken.

## Biotoop
Komt voor in alpiene steppen, hellingen en alpenweiden tot op een hoogte van 4.000 meter. Wordt minder vaak in rotsachtige steppen aangetroffen. Op plaatsen waar de altaimarmot sympatrisch met de tarbagan (Marmota sibirica) voorkomt, verkiezen ze hellingen met een hoog aandeel aan alpiene vegetatie.

## Voedsel
Altaimarmotten eten een verscheidenheid aan planten. Het dieet varieert per seizoen. In het vroege voorjaar wordt vooral Artemisia frigida gegeten en gaandeweg in de lente verandert het dieet naar een groter aandeel van grassen. Aan het eind van de zomer spelen kruiden een belangrijke rol.

## Verspreiding en ondersoorten
Van de altaimarmot worden twee ondersoorten wetenschappelijk erkend:
- Marmota baibacina baibacina - Komt voor in het Altajgebergte in het zuiden van Siberië, het westen van Mongolië, het noordwesten van China en het uiterste noordoosten van Kazachstan.[4][5]
- Marmota baibacina centralis - Komt voor in het Tiensjangebergte in het zuidoosten van Kazachstan, het oosten van Kirgizië en het westen van China.[4][5]